# Wilhelm Degode

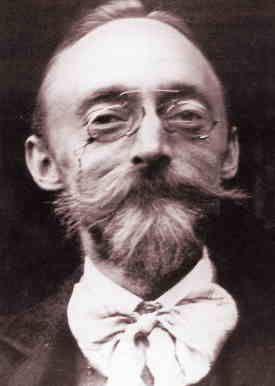
Wilhelm Degode (1899)

Georg Wilhelm Degodé (n. el 6 de febrero de 1862 en Oldemburgo; † 26 de noviembre de 1931 en Düsseldorf-Kaiserswerth) fue un pintor paisajista y fotógrafo alemán.
Entre 1884 y 1920, Wilhelm Degode fue uno de los paisajistas más conocidos de la escuela de pintura de Düsseldorf. Sus pinturas se pueden encontrar en Europa y Estados Unidos. Su patrimonio de obras fotográficas aún no ha sido procesado en su totalidad. Una de sus obras más famosas es la pintura Ginstergold. Esta pintura hace referencia a una historia vivida por Degode, publicada en 1904 por Hermann Ritter en el Volumen II de sus " Eifel Sketches".

## Familia y carrera

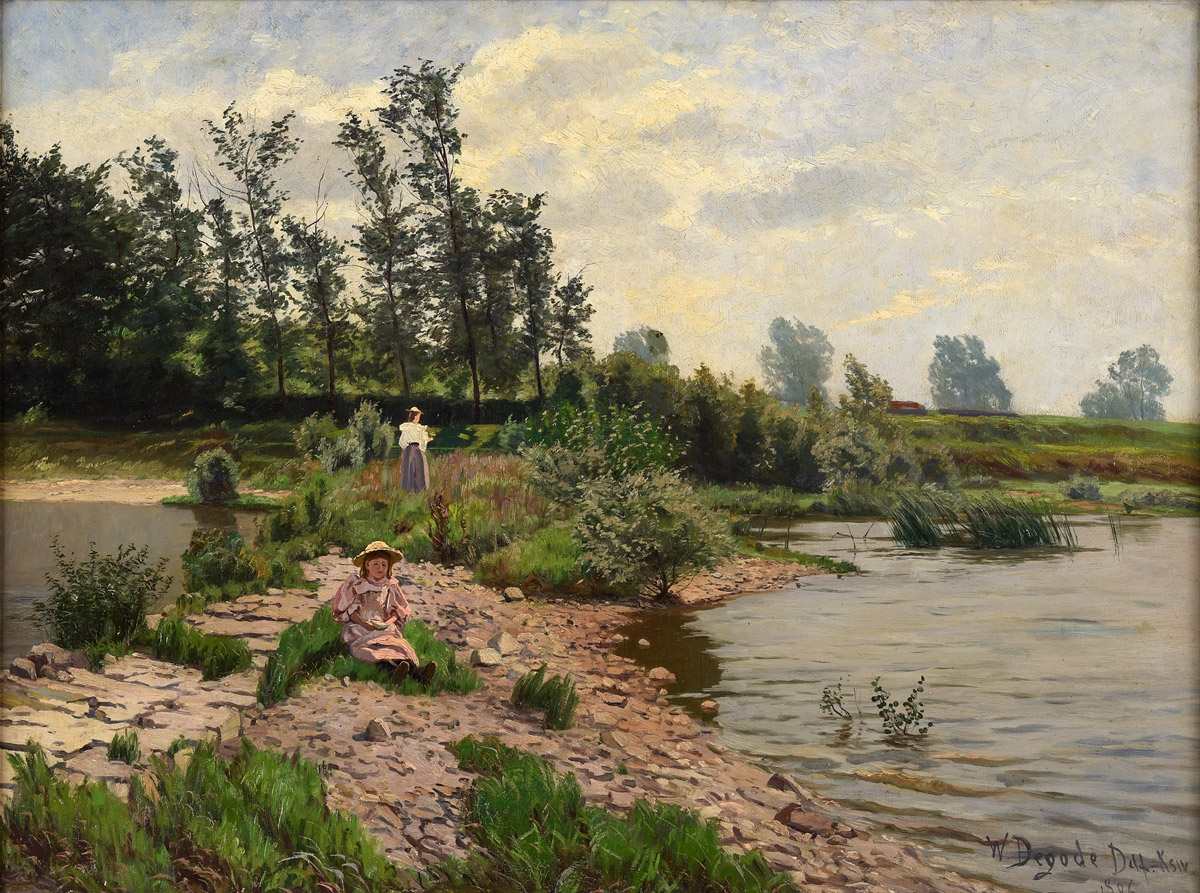
Wilhelm Degode - Sommertag bei Kaiserswerth 1897

Wilhelm Degode nació en 1862 en Oldenburg, hijo de una familia de comerciantes. En realidad, se suponía que Wilhelm, aunque con talento artístico, aprendería el oficio como comerciante, porque a su padre le hubiera gustado que lo sucediera en su planta tostadora de café a gran escala. Wilhelm, de 13 años, recibió sus primeras lecciones de dibujo del conservador de la galería de pintura de Oldenburg, Diedrichs. Debido a su talento para el dibujo y después de asistir al Realgymnasium de Osnabrück, Wilhelm, apoyado por su madre, pudo asistir a la Academia de Arte de Düsseldorf a partir de 1881. En Düsseldorf, Wilhelm Degode recibió lecciones de los profesores de la academia de arte y también de forma privada. Sus maestros incluyeron a Heinrich Lauenstein y Hugo Crola, más tarde también a Carl Jungheim y Heinrich Deiters, así como a Eugen Dücker. Wilhelm Degode tuvo su primera residencia en Düsseldorf en la Jägerhofstrasse con el pintor Hermann Emil Pohle, no lejos de la asociación de artistas de Düsseldorf Malkasten, de la que eran miembros. 
En el verano de 1886, Wilhelm Degode se casó con Sophie Stüve de Osnabrück. En julio de 1887 nació su hijo Karl Wilhelm en la Schumannstraße. La pareja Degode se trasladó a la Rosenstraße 32 alrededor de 1888. Aquí nació la hija Friederika Maria Elisabeth en 1890 y en 1892 los mellizos Karl Dietrich y Elfriede Augusta Adelheid. Luego, a mediados de la década de 1890, se trasladaron a la Rosenstraße No. 46, Fritz von Wille vivía unas pocas casas más allá, en el No. 54. Las familias von Wille y Degode fueron amigas íntimas durante toda su vida.

## La asociación de artistas de Düsseldorf "Malkasten"
En 1885, Carl Jungheim presentó a Wilhelm Degode como miembro de la asociación de artistas de Malkasten. Allí Degode participó en 1899 (como Mandarín) y 1908 (en Las maravillas de la India) en las famosas representaciones que se realizaban anualmente. Degode dejó innumerables fotografías de esas fiestas. Degode también fue miembro de la Asociación de Artistas de Düsseldorf y de la Asociación de Fotografía de Düsseldorf, de la cual Erwin Quedenfeldt era el presidente. Degode dejó alrededor de 3500 placas de vidrio fotográfico.

## El Campo de Eifel y el Ginstergold
En 1884, Wilhelm Degode, inspirado por el pintor Heinrich Hartung, realizó su primer viaje de estudios a través de Eifel desde Malmedy pasando por Bitburg, Gerolstein y Daun hasta el valle del Mosela. Degode visitó Eifel 21 veces en sus viajes para pintar entre 1884 y 1927, incluso con colegas como Fritz von Wille, que llegó a Eifel en 1895, Hans Richard von Volkmann, los pintores de Willingshausen Heinrich Otto y Adolf Lins, y Hugo Mühlig. Carl Bantzer también estuvo en Eifel en 1896. Se conocieron en el Hotel Heck en Gerolstein.
Aquí en Eifel, en un valle lateral de Schleiden, se originó la verdadera historia del "Ginstergold degódico". Hermann Ritter, originalmente profesor y escritor en Hellenthal, publicó esta historia en el libro "Eifel Sketches", Volumen II.

## Willingshausen
En 1893, Wilhelm Degode y Hans von Volkmann viajaron desde Gerolstein a Willingshausen en el Schwalm. Allí uno se reunieron con los colegas Adolf Lins, Hugo Mühlig, Carl Bantzer, Heinrich Otto y otros pintores en la posada Haase. Degode estuvo del 17 de agosto al 18 de septiembre en Willingshausen. Degode también pintó en Röllshausen, Merzhausen, Bernburg, Wassenberg ya lo largo del Schwalm. Willingshausen está considerada la colonia de pintores más antigua de Europa.

## Wilhelm Degode y el Kaiserswerth

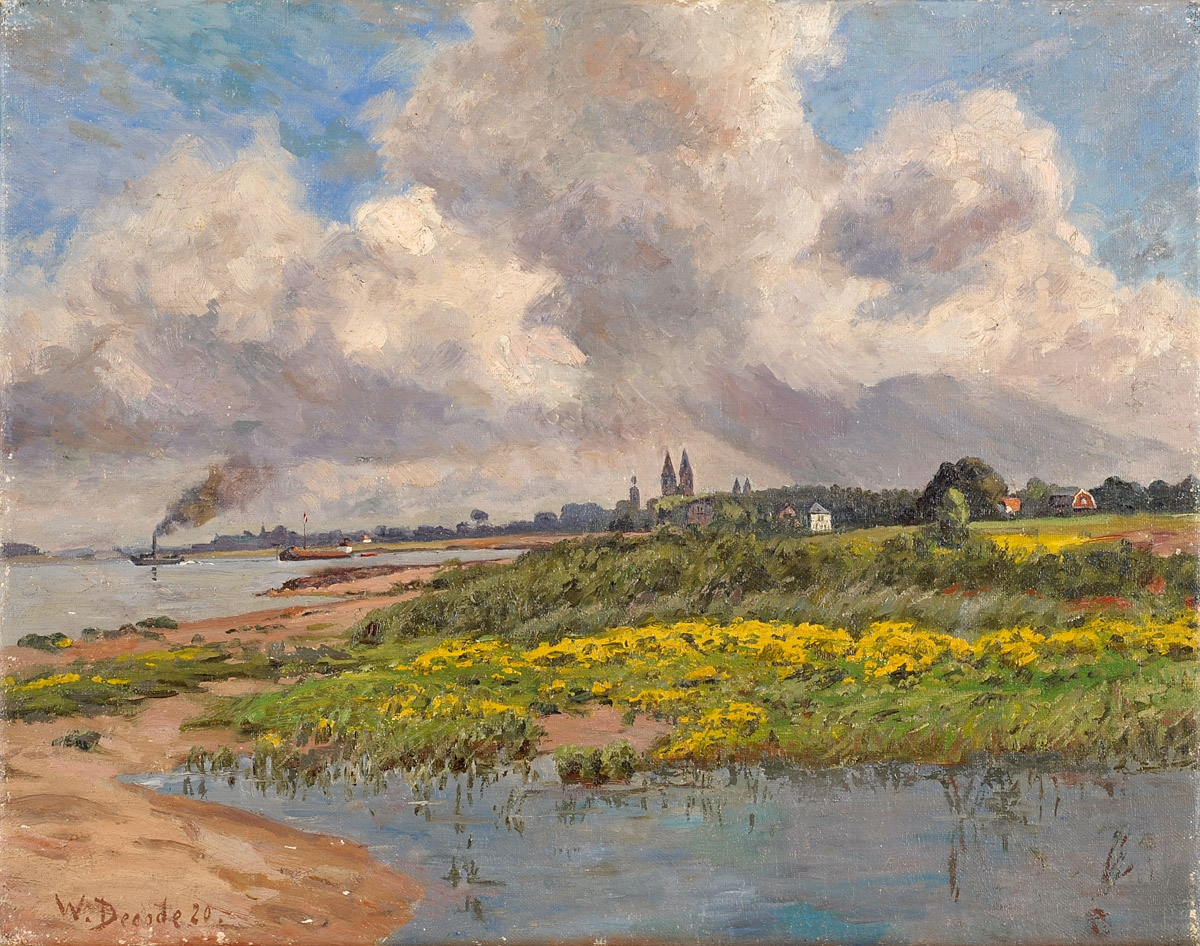
Día de verano en Kaiserswerth, 1920

A finales del siglo XIX, la familia Degode se trasladó a Kaiserswerth a una casa canónica desde 1704 en la Kirchplatz 78 (hoy Suitbertus-Stiftsplatz 2). En 1898 Wilhelm Degode compró la casa, que fue propiedad de sus descendientes hasta 2015. Aquí en Kaiserswerth se agregaron nuevos amigos y colegas como el escritor Herbert Eulenberg y el pintor de marinas Cornelius Wagner así como el farmacéutico Reinhard. El escultor de animales Josef Pallenberg, el escultor Bernhard Sopher y Henrik Nordenberg (1857-1928) y los hermanos Buscher también fueron invitados frecuentes en la casa Degode, junto con sus amigos de la Academia. La familia Degode mantuvo estrecho contacto con el instituto de diaconisas Kaiserswerth, especialmente con Tippel y los descendientes de Theodor Fliedner. Una hija de Wilhelm Degode, Maria Degode llamada Marie, se convirtió en maestra y fue madrina de Gerhard Fliedner. Herbert Eulenberg escribió sobre Wilhelm Degode: "... todos los pescadores y barqueros del Rin conocían a Degode, su silueta era inconfundible cuando se iba a casa al tocar la campana del mediodía con una pintura bajo el brazo...". Se celebraron muchos festivales y se proyectaron diapositivas en el estudio de Degode.

## Pinturas/acuarelas/grabados/dibujos
Además de innumerables dibujos, estudios al óleo y acuarelas, Wilhelm Degode creó alrededor de 800 pinturas al óleo de gran formato en su estudio.